# Permské vymírání
Permské vymírání (někdy také nazývané velké permské vymírání či vymírání na rozhraní perm-trias) je patrně nejrozsáhlejší hromadné vymírání organismů v historii planety Země. Nastalo před 252 miliony let (případně 253 miliony let) na přelomu prvohor a druhohor, tedy na rozhraní period permu a triasu. Je spojeno s drastickým úbytkem globální biodiverzity. Podle výzkumu, publikovaného v roce 2022, vyhynulo v průběhu až více než milion let dlouhého trvání této globální krize přibližně 81 až 94 % tehdejších mořských druhů. Je velmi pravděpodobné, že tomuto vymírání předcházela ještě jiná, vleklá ekologická krize globálního rozsahu.

## Průběh
Permskému vymírání ve svrchním permu (loping) předcházelo o 8 milionů let menší vymírání ve středním permu (guadalup). Bylo však srovnatelné s největšími vymíráními. Způsobil jej vulkanismus.
Některé výzkumy ukazují, že na souších mělo permské vymírání velmi pomalý a vleklý průběh, a to v době trvání kolem 1 milionu let. Reakce ekosystémů a jednotlivých organismů na tuto událost je však stále málo prozkoumanou problematikou.
Necelé 2 miliony let po permském vymírání nastalo další masové vymírání. Výzkumy z Číny ukazují, že bylo relativně náhlé a proběhlo z geologického hlediska velmi rychle (trvalo přibližně jen 31 000 let). Jiné výzkumy hovoří o statisících let. Přibližně dalších 5 milionů let po tomto vymírání docházelo k drastickým proměnám a výkyvům v ekologické stabilitě tehdejších společenstev.
Z Číny přicházejí také doklady o výrazných rozsáhlých požárech a následné deforestaci (odlesnění) velkých ploch tehdejšího území.
Zatím však neexistují přímé doklady o výrazné acidifikaci (okyselení) globální plochy oceánských vod v průběhu tohoto vymírání.
Podle některých výzkumů odstartovaly toto vymírání rozsáhlé požáry, které zachvátily většinu světových porostů a posunuly rovnováhu biosféry za okraj ekologického kolapsu.
Zhruba prvních 8 milionů let triasu se ekosystémy po hromadném vymírání na konci permu obnovovaly a druhová biodiverzita organismů rostla do původních hodnot. Mohly to být i jen 2 miliony let.

## Příčiny vymírání

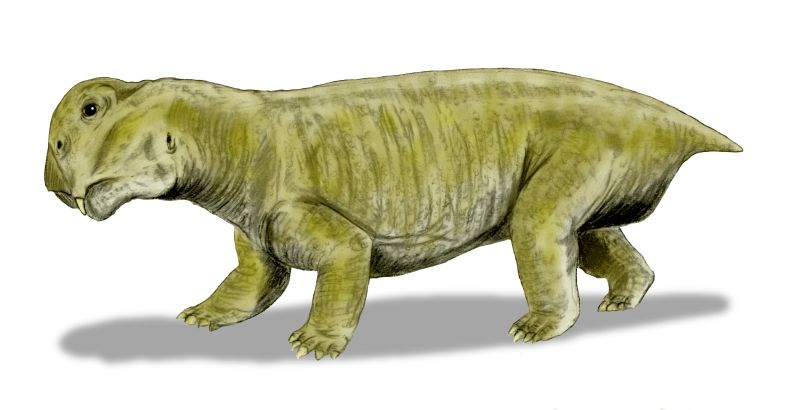
Lystrosaurus – jeden z mála přeživších rodů.

Permské vymírání bylo zřejmě způsobeno součinností několika doložených faktorů, jako například výkyvy salinity moří, výlevy lávy, poklesem mořské hladiny a nedostatkem kyslíku jak v moři, tak v atmosféře. Obvykle bývá za nejdůležitější příčinu vymírání považována masivní vulkanická činnost v oblasti současné Sibiře. Podle jiných výzkumů byla „vulkanická zima“ vyvolána nikoliv pouze sibiřskými erupcemi, ale byla způsobená vulkanickou činností i v jiných částech světa (například na území současné Austrálie). Globální snížení teplot na konci permu bylo doloženo na lokalitách na jihu Číny. Vedle toho ale existují známky postupného vzestupu globální průměrné teploty klimatu, a to až o 12 °C v průběhu zhruba 300 000 let před hlavní vlnou vymírání. Takovéto zvýšení teploty mohlo vést k postupné výrazné degradaci ekosystémů, vrcholící ve vlně globálního vymírání. V souvislosti s výše zmiňovanou extrémně silnou sopečnou činností se objevuje i hypotéza výrazného poničení ozonové vrstvy touto aktivitou způsobenou, a s tím související masivní přísun škodlivého (a potenciálně smrtícího) UV záření, které mohlo být rozhodujícím faktorem pro vymírání na konci permu. Podobně jako i u jiných vymírání zde vystupuje celá série jevů a událostí, které se navzájem ovlivňovaly a společně vytvořily podmínky vedoucí k masivnímu vymírání. Pokračující zkoumání tohoto období bude dále zpřesňovat podobu řetězce událostí a vzájemné vztahy jednotlivých jevů, vysledovaných z fosilizovaných vrstev sedimentů, a to, jakým způsobem se na vymírání podílely.
Dosavadní výzkum poukazuje jako na jednu z hlavních příčin na masivní vulkanickou činnost v oblasti dnešní Sibiře. Sibiřské trapy představují rozlehlou vrstvu ztuhlé lávy, stářím odpovídající permskému vymírání. Vrstva sopečných hornin mocná až několik kilometrů naznačuje, že v oblasti Sibiře došlo v době před 252 miliony let k masivní erupci. Rozsáhlá a dlouhodobá sopečná aktivita (při formování superkontinentu Pangea) mohla vytvořit rozsáhlý mrak sazí a popela, který se prostřednictvím vzdušných proudů rozprostřel nad celým povrchem a způsobil vulkanickou zimu trvající nejméně několik let až desetiletí (v závislosti na množství částic vyvržených do atmosféry). Během erupce se navíc do atmosféry dostalo obrovské množství sopečných plynů ovlivňující vlastnosti atmosféry. Na vymírání se patrně podílel i vulkanicky uvolněný nikl, jehož velké množství narušilo biosféru. Těsně před vymíráním se v záznamech fosilizovaných sedimentů nalézají známky dočasného prudkého zvýšení koncentrace kyslíku, které také mohlo být fatální. Co bylo spouštěcím mechanismem erupcí, je předmětem diskusí, poukazuje se na tektonický cyklus vzniku a rozpadu seperkontinentů, je zde ale i hypotéza, že spouštěčem mohl být impakt kosmického tělesa. Uvažuje se o impaktních kráterech Wilkes Land či Bedout High. Přestože uvedené impaktní krátery nejsou dostatečně přesně datované, pro dobu vymírání byly nalezeny i známky prvků, jejichž zvýšená koncentrace ve vrstvách z období vymírání může naznačovat mimozemský původ.
Rozsáhlé požáry, které byly dalším z přímých následků erupcí (a nebo i výše zmíněného impaktu), zvýšily značně obsah CO2 v atmosféře, který coby skleníkový plyn vytvořil podmínky pro růst teploty na Zemi po vymizení prachového atmosférického příkrovu. Výzkumy ukázaly, že v době vymírání se asi zšestinásobilo množství oxidu uhličitého v zemské atmosféře. Zvýšení teploty mělo způsobit rozklad metan hydrátu, který se i v současnosti nachází pod nánosy sedimentů na mořském dně poblíž pevninských šelfů. Takto do atmosféry uvolňovaný methan jen nadále zvyšoval skleníkový efekt (fosilní nálezy poukazují na zvýšení obsahu izotopu 12C v sedimentech z doby vymírání a jeho zvýšenou hodnotu po něm). Podle odhadů mohla teplota vzrůst až o deset stupňů Celsia oproti podmínkám před erupcí. Vzrůst teploty vedl k nadměrnému vypařování vody, v jehož důsledku klesala hladina moří za zvyšování jejich salinity a ve vnitrozemí zavládlo horké a suché období. Vymírání fotosyntetických organismů (zčásti způsobené nedostatkem světla a tepla během vulkanické zimy a částečně pro nedostatek vody v následném horkém období) spolu se zvýšeným obsahem metanu způsobilo značný pokles kyslíku, a to z předchozích téměř 30 % až na pouhých 10 %.
V paleontologickém záznamu byly objeveny náznaky úplného zhroucení ekosystémů na konci permu, evidentní například z rozboru koloběhu některých chemických prvků v biosféře a atmosféře. Vulkanická zima následována vysokými teplotami a suchem měly za následek úhyn rostlin. Ten podle datování předcházel 400 000 let vymírání v moři, narušení pevninských ekosystémů tak do jisté míry předcházelo samotné vymírání a docházelo k němu již před koncem permu. Následný nedostatek rostlinné potravy spolu s klesajícím množstvím kyslíku a dostupné vody tvrdě zasáhl živočišnou složku ekosystémů. V mořských ekosystémech zkázu způsobil růst teploty a salinity moří, což se opět lavinovitě promítlo napříč celým potravním řetězcem od planktonu až k největším mořským predátorům. Podle simulací mohlo vymírání mořských živočichů na konci permu být způsobeno zejména teplotně indukovanými hypoxickými událostmi (náhlým razantním úbytkem kyslíku v mořské vodě). Hlavní příčinou vymírání mohly být také mohutné perturbace v mořském uhlíkovém cyklu.

## Dopady na vývoj biosféry
V období permu byli zástupci podtřídy Synapsida (mezi nimiž se nacházeli i předkové savců) dominantními tvory, kteří se na vrchol dostali díky pokročilé stavbě lebky a čelistí. Naopak zástupci podtřídy Diapsida, kteří se právě v době permu začali objevovat (mezi nimiž jsou předkové krokodýlů, ichtyosaurů, pterosaurů a dinosaurů), byli jen v malých formách a nic nenasvědčovalo, že by se měli stát významnější součástí ekosystémů. Obecně měli suchozemští obratlovci tendenci stahovat se do vyšších zeměpisných šířek, protože rovníkové oblasti byly kvůli vysokým teplotám prakticky neobyvatelné. Velmi dobře se zpočátku a na krátkou dobu (z hlediska geologického času) dařilo temnospondylním obojživelníkům.
V důsledku kataklyzmatických změn vymřelo 77 % až 96 % všech vodních a suchozemských druhů; novější odhady tento údaj zpřesnují na 81 %. Přesná čísla jsou však neznámá, a to i z důvodů odlišných interpretací stratigrafie. Vymřeli například poslední trilobiti, graptoliti, pancířnatci, trnoploutvé akantódy, obojživelníci subkategorie Lepospondyli a mnohé skupiny plazů. Vymírání postihlo i planktonické dírkonošce Fusulina.
Dosavadní výhoda synapsidů přestala být směrodatná a místo toho se klíčovým faktorem stala dýchací soustava, která dosáhla vyššího stupně vývoje u triasových potomků permských diapsidů. Jako reakce na nedostatek kyslíku se u předků savců a raných forem savců vyvinula bránice (důsledkem čehož u savců došlo k redukci žeber v oblasti břicha) pro zvýšení obsahu vzduchu vdechovaného do plic, a tím vyrovnávání sníženého obsahu kyslíku v atmosféře. U diapsidů se vyvinul systém vzdušných vaků, který zdědili i ptáci a který jim umožnil vyrovnat se s nízkou koncentrací kyslíku. Díky vyšší efektivnosti vzdušných vaků oproti bránici získaly diapsidní druhy dominantní postavení v nově se rodících triasových ekosystémech, které nastupovaly na místa uvolněná vymřelými ekosystémy permskými. Změny způsobené vymíráním také pravděpodobně nastartovaly vývoj teplokrevnosti živočichů.
Když se v pozdějších obdobích hladina kyslíku opět navýšila, ekosystémům dominovaly diapsidní skupiny. Potomci synapsidů oproti tomu nabývali jen malých rozměrů, což jim znemožnilo si vydobýt výraznější postavení v přírodě až do vymření všech diapsidních skupin (s výjimkou krokodýlů a ptáků) o 185 milionů let později.
Výzkum jezerních sedimentů na území Číny z doby před 242 miliony let dokládá, že po vymírání na konci permu trvalo nejméně 10 milionů let, než se jezerní (lakustrinní) společenstva plně druhově obnovila.
Někteří živočichové pravděpodobně přežili období nejvíce ztížených životních podmínek díky schopnosti vyhrabávat podzemní nory. Dokazují to například objevy fosilních nor se zkamenělinami kynodontů, objevené na území současné Austrálie. Výzkumy také ukazují, že ekosystémy byly prakticky celosvětově postiženy stejným způsobem a se stejnou intenzitou.
Ekosystémy se po této globální katastrofě vzpamatovávaly řádově miliony let, možná až do konce středního triasu, kdy již například vznikali první dinosauři.